# Маалея (Гаваї)
Маалея (англ. Maalaea) — переписна місцевість (CDP) в США, в окрузі Мауї штату Гаваї. Населення — 310 осіб (2020).

## Географія
Маалея розташована за координатами 20°48′8″ пн. ш. 156°29′43″ зх. д. / 20.80222° пн. ш. 156.49528° зх. д. (20.802336, -156.495349).  За даними Бюро перепису населення США в 2010 році переписна місцевість мала площу 20,12 км², з яких 14,09 км² — суходіл та 6,04 км² — водойми.

## Демографія
Згідно з переписом 2010 року, у переписній місцевості мешкали 352 особи в 196 домогосподарствах у складі 81 родини. Густота населення становила 17 осіб/км².  Було 587 помешкань (29/км²).
Расовий склад населення:
| - 78,1 % — білих - 9,7 % — азіатів - 5,4 % — вихідців з тихоокеанських островів - 2,0 % — чорних або афроамериканців - 0,3 % — корінних американців - 1,1 % — осіб інших рас |

До двох чи більше рас належало 3,4 %. Частка іспаномовних становила 3,7 % від усіх жителів.
За віковим діапазоном населення розподілялося таким чином: 4,5 % — особи молодші 18 років, 62,8 % — особи у віці 18—64 років, 32,7 % — особи у віці 65 років та старші. Медіана віку мешканця становила 59,1 року. На 100 осіб жіночої статі у переписній місцевості припадало 114,6 чоловіків;  на 100 жінок у віці від 18 років та старших — 114,0 чоловіків також старших 18 років.
Середній дохід на одне домашнє господарство  становив 80 056 доларів США (медіана — 71 094), а середній дохід на одну сім'ю — 99 782 долари (медіана — 91 250). Медіана доходів становила 48 750 доларів для чоловіків та 72 000 доларів для жінок. За межею бідності перебувало 6,7 % осіб, у тому числі 0,0 % дітей у віці до 18 років та 3,8 % осіб у віці 65 років та старших.
Цивільне працевлаштоване населення становило 117 осіб. Основні галузі зайнятості: освіта, охорона здоров'я та соціальна допомога — 22,2 %, науковці, спеціалісти, менеджери — 17,9 %, публічна адміністрація — 15,4 %.